# Konservatizem
Konservatizem (tudi: konservativizem; latinsko: conservare = ohraniti) je politična in socialna filozofija, ki promovira ohranitev tradicionalnih institucij ter podpira minimalne in postopne spremembe v družbi, zagovarja avtoriteto oblasti, hierarhično ureditev družbe in religijo kot politično orodje. Nekateri konservativci skušajo ohraniti stvari v enakem stanju, poudarjajo stabilnost in kontinuiteto; medtem ko drugi nasprotujejo modernizmu in iščejo pot nazaj v pretekla stanja. Pojem konservatizem je v političnem kontekstu prvič uporabil François-René de Chateaubriand leta 1819 (po Francoski revoluciji), odtlej pa je bil uporabljan kot opis številnih različic političnih pogledov. Konservativci družbo pojmujejo kot živ organizem in ne le zgolj ohlapno skupino posameznikov, prednost pred napredkom dajejo starim in v preteklosti že preizkušenim praksam, ki so pokazatelj stabilnosti. Družba je pomembnejša od posameznika, vsak del družbe ima točno določeno funkcijo in le ravnovesje med njimi lahko zagotavlja normalno delovanje. Konservativisti so prepričani, da prevelika svoboda posameznika vodi v kaos, zato zagovarjajo omejeno svobodo posameznika ter teorijo reda in avtoritete. Vlada v konservatizmu deluje kot "služabnik" ljudstva in ne njihov gospodar, zato se morajo odpovedati in preprečiti vsakršne spremembe in preoblikovanje že obstoječe družbe za dobro njenih članov. Prav to prepričanje, da se je treba spremembam odpovedati in jih preprečiti, ločuje konservatizem od ostalih družbenih nazorov, ki zagovarjajo spremembe (liberalizem, socializem, ostale radikalne skupine). Konservatizem lahko pogosto povezujemo s tradicionalizmom, vendar ju ne gre enačiti.

## Zgodovina konservatizma

### XIX.stoletje
Termin konservatizem in njegova politična in družbena ideologija se začne razvijati šele po Francoski revoluciji leta 1789, ko se začne vzpon liberalnih meščanskih idej, ki so delovale kot nasprotnik staremu redu (Ancien Régime) in s tem vrednotam, ki jih podpira konservatizem. Nosilci gibanja so bili višji družbeni sloji (plemstvo in duhovščina). V političnem kontekstu ga prvič uporabi François-René de Chateaubriand leta 1819. Med samo revolucijo bi lahko za konservativce označili rojaliste in njihovo vstajo v Vandéeji, saj so si prizadevali za vrnitev kralja in obnovitev prejšnjega družbenega sistema(fevdalizma in monarhije), kar je v skladu z načeli konservatizma po ohranjanju starih režimov in tradicionalnih institucij.
Izraz konservativec je leta 1830 v Angliji uporabil John Wilson Croker, politik in pisatelj, za stranko torijcev. Najbolj znan predstavnik gibanja je Edmund Burke, sicer član Vigov, ki je v svojem delu Razmišljanje o revoluciji v Franciji (1790) kritiziral Francosko revolucijo. Po njegovem mnenju so nasilne in netradicionalne metode revolucije pokvarile njeno osrednjo in osvobajajočo idejo. Največji problem revolucije je tako Burke videl v nasilnem prevratu, iz česar so začeli izhajati tudi ostali anti-revolucionarni in konservativni filozofi 19.stoletja, ki so si prizadevali za odpravo revolucij in vrnitev držav v pred revolucionarno dobo. Burke je postal najbolj znan predstavnik tega gibanja in iz njegovih idej je izšla kosnervativistična filozofija 19.stoletja.

#### Obdobje med 1815 in 1848
Novo obdobje, ki je nastopilo po koncu Napoleonovih vojn, je prineslo tudi razcvet konservativne miselnosti, sploh v Avstrijskem cesarstvu, Prusiji in Rusiji. Leta 1814 so se države koalicije prvič sestale na Dunaju, drugič pa po ponovnem Napoleonovem porazu leta 1815. Kongres, katerega je vodil knez Klemens von Metternich, je postal simbol konservatizma in njegove prevlade v tem delu Evrope nad liberalnimi idejami, ki jih je začela Francoska revolucija in razširil Napoleon. Dunajski kongres je deloval po načelih konservatizma:
- Obnovitev starega reda; vrnitev k starim družbenim vrednotam, zatrtje revolucij, obnovitev starega režima.
- Restavracija oblasti; zagovarjali so legitimnost starih vladarskih družin, načela božjega prava, vrnitev Burbonov v Franciji in papeža v Papeški državi
- Boj proti nacionalnim in liberalnim gibanjem ter takojšnje zatrtje vsakršne revolucije ali vstaje
- Pomembno vlogo v družbi ima Cerkev

Rusija, Prusija, Avstrijsko cesarstvo in Velika Britanija so ustanovile Sveto alianso, znano kot četverno zvezo, v prvi vrsti za obrambo pred Francijo, vendar so Francijo leta 1818 vrnili med evropske velesile. Nova naloga Svete alianse je postal: 
- zatiranje revolucij
- skrb za nespremenjene meje
- ohranitev politične ureditve iz dunajskega kongresa
- zaustavitev narodnih in liberalnih gibanj

Iz teh vidikov je prišlo do razkola med bolj liberalnimi (Francija in Velika Britanija) in bolj konservativnimi državami (Rusija, Avstrijsko cesarstvo).
Obdobje se konča leta 1848 z revolucijo, metaforično pa tudi z odstavitvijo Metternicha, ki je veljal za simbol konservatizma v tem času.

#### Konservatizem in nacionalizem
Med letoma 1830 in 1880 je prišlo do upada priljubljenosti konservatizma, predvsem v zahodni Evropi. Temu je botrovala predvsem industrializacija, ki je kot nove glavne nosilce kapitala postavila nov družbeni sloj, buržuazijo, ki je izhajala predvsem iz meščanskih krogov, ki so bili že od vsega začetka bolj naklonjeni liberalnim idejam in so bili tudi njihovi nosilci. Kot politično močan se je začel uveljavljati proletariat, ki ni imel teženj po starih institucijah in s tem povezanim konservatizmom. Glavni nosilec konservatizma je tako postalo kmečko prebivalstvo izven mestnega okolja, ki pa ni bilo dovolj številčno, da bi lahko doseglo nadvlado nad liberalnim mestnim prebivalstvom.
Konservatizem je nov val popularnosti dosegel s povezavo z nacionalizmom in nacionalističnimi čustvi. Do konca 19.stoletja so vse konservativne stranke sprejele to strategijo, saj jim je to v času izjemne krepitve domoljubnih in nacionalističnih čustev ter v času tekmovanja s sosednjimi narodi prineslo strmo rast popularnosti. Vse to doseže vrhunec s I. svetovno vojno, v kateri so bile konservativne stranke pristašice le te.

#### Velika Britanija in Združene države Amerike
Leta 1834 se je Torijska stranka v Veliki Britaniji tudi uradno preimenovala v Konservativno stranko. Sestavljali so jo predvsem zemljiško plemstvo, duhovščina in višje meščanstvo. Konservativna stranka se je v Veliki Britaniji ohranila do danes, skozi celotno 19.stoletje pa ji je uspelo ohraniti visok delež volivcev (okoli 50%), kljub reformam Vigovcev in drugih liberalnih strank, ki so spodkopavali moč plemstva.
V Združenih državah Amerike nikoli ni prišlo do takšnega konservatizma kot v Evropi, predvsem zaradi odsotnosti monarhije, plemstva in moči Cerkve. Tako se ni nikoli razvil liberalizem, ki bi napadal te institucije, zaradi česar tudi ni bilo potrebe po obrambi, kar je vodilo v odsotnost resnega konservatizma. Še najbližje temu so bili bogati lastniki plantaž pred Ameriško državljansko vojno, ki so zagovarjali pravico in moč države. V ZDA so bili obravnavani kot konservativci. Odsotnost konservatizma lahko razumemo tudi s pričo tega, da se v Ameriki nikoli niso pojavile radikalne revolucionarne frakcije, ki bi kot svojo proti utež v družbi potrebovale konservativno miselnost. ZDA so kot svojo politično osnovo gojile liberalizem, konservatizem pa se začne v veliki meri pojavljati v 20.stoletju.

#### Krščanstvo in konservatizem
Krščanstvo je v 19.stoletju zaradi napadov liberalnih strank začelo gojiti svojo politično filozofijo, imenovano krščanska demokracija. Med vsemi oblikami političnega udejstvovanja takrat bi lahko najbolj povezali prav krščanske demokrate in konservativce. Moč konservativcev je, prav tako kot krščanskih demokratov, slonela na podpori duhovščine, oboji so se v nekaj točkah opirali na tradicionalne institucije, prav tako so bili oboji umeščeni na desni politični pol (konservativci desno in krščanski demokrati na desno-sredino).

### XX.stoletje

#### I.  in II. svetovna vojna
Po zmagi Antantnih sil v Prvi svetovni vojni je prišlo do propada štirih velikih monarhij: Avstro-Ogrske, Nemškega cesarstva, Otomanskega imperija in Ruskega imperija. Te države so zaradi svoje monarhične ureditve veljale za stebre konservatizma v tistem času. Po vojni so se v Nemčiji in Italiji konservativne stranke priključile skrajnim nacionalistom (v Nemčiji nacistom, v Italiji fašistom), med 2. svetovno vojno in po njej pa so bile v srednji in vzhodni Evropi preganjane, najprej s strani nacistov med vojno (Tretji rajh), po vojni še s strani socialistov in komunistov (Sovjetska zveza).

#### Povojno obdobje
Po 2. svetovni vojni je bilo evropsko gospodarstvo uničeno in nezmožnost socialističnih strank v zahodni Evropi, da bi hitro in kvalitetno obnovile gospodarstvo, so izkoristile konservativne stranke, ki so po letu 1946 začele zmagovati na volitvah. Večinoma je šlo za krščansko demokratske stranke, ki so vsebovale dele konservatizma. Prav želja po ponovni gospodarski oživitvi je vodila do dokončne odcepitve konservatizma od svojih plemiških in aristokratskih korenin in se usmerila v gospodarsko rast in demokratične svoboščine. Zagovarjali so socialne storitve, tržno gospodarstvo in dvig življenjskega standarda. Konservativci so se tako vedno bolj približevali liberalizmu in zato lahko tu, v 2/2 20.stoletja govorimo o liberalnem individualizmu, podkrepljenim z močno družbeno zavestjo in ostrim nasprotovanjem komunizmu. 

#### Velika Britanija
V Angliji so konservativci tvorili večino vlad med letoma 1900 in 1945, kar gre predvsem na račun povezovanja med torijskim delom stranke in liberalnim delom stranke, ki se jim je pridružil po razpadu Liberalne stranke. Najbolj znana predsednica angleške vlade, Margaret Thatcher je prihajala iz vrst konservativcev. Zagovarjala je individualizem, nevmešavanje države v gospodarstvo in oster protikomunizem.

#### Evropa
Za Evropske konservativce je značilno, da se konservativnost izraža v različnih strankah od desne sredine do skrajne desnice. Evropski konservativci so v splošnem zagovarjali gospodarsko svobodo, niso podpirali vpletanja države v gospodarstvo, podpirali so tradicionalne vrednote srednjega razreda, prav tako je značilno močno protikomunistično delovanje in vsakršen odpor do radikalnih sprememb, najsi gre za socialno ali monetarno politiko v državi, ali za progresivistične ideje v sami družbi. Značilnost je tudi pomanjkanje dobro artikulirane politične filozofije in, v sodobnem konservatizmu, ideologije.

#### Združene države Amerike
ZDA so dolgo veljale za steber liberalno usmerjen države. To se spremeni po letu 1933, ko Franklin D. Roosevelt, zato, da bi državo rešil iz velike gospodarske krize, sprejme New deal. To pripelje do vpletanja države v gospodarstvo, regulacijo zasebnih podjetij, zvišanje davkov za najbogatejše in razširitev socialne države. Temu je ostro nasprotovala Republikanska stranka, ki je imela podporo predvsem med bogatimi podjetji in kmeti. Demokratska stranka se je v tem času začela premikati vedno bolj proti levemu političnemu polu in je začela zagovarjati vpletanje države v gospodarstvo, republikanci so nadaljevali s svojo dotedanjo politiko, ki je temeljila na liberalizmu 19.stoletja. Konservativci so podpirali politiko nevmešavanja in dosegli, da se ZDA niso vključile v 2. svetovno vojno vse do leta 1941 (napad Japonske na Pearl Harbor).
Po vojni so se ameriški republikanci znašli v boju proti komunizmu, tako doma kot v tujini, začeli so širiti socialne storitve in vladno regulacijo gospodarstva. V 70. letih 20.stoletja se je dotedanja liberalna republikanska politika ob prenehanju gospodarske rasti izkazala za nesmiselno in nezmožno rešiti nastalo situacijo, zaradi česar so se pojavili neokonservativci, ki so zagovarjali znižanje davkov, prenehanje regulacije in vmešavanja vlade v gospodarstvo, spremembo socialne politike in zmanjšanje socialnih transferijev (bili so mnenja, da mora država pomagati posamezniku, da si pomaga sam, ne pa da postane odvisen od države). Z neokonservativci pride tudi do spremembe v zunanji politiki. Iz izolacionizma, ki je zagovarjal nevmešavanje, so republikanci prešli v intervencionizem, ki je zagovarjal vojaško posredovanje in "pomoč" državam, predvsem v boju proti komunizmu. Tako so se republikanci predstavljali kot zaščitniki srednjega sloja in njegovih vrlin (varčnost in trdo delo), nasprotovali so pridobitvam 60. let (seksualna revolucija).
Znana predsednika iz tega obdobja sta George W. Bush in Ronald Reagan.

## Sodobnost
Po padcu železne zavese v 90. letih 20.stoletja in padcu komunizma je prišlo tudi do svojevrstnega razpada konservativcev. Ob pomanjkanju osnovne ideologije je bil boj proti komunizmu nekaj, kar je združevalo konservativce. Z odsotnostjo "glavnega sovražnika" konservatizma je prišlo do vedno večjih trenj med samimi konservativci, saj so te stranke združevale krščanske demokrate, modernistično usmerjene konservativce, tradicionalne konservativce ter tudi tradicionaliste ter kulturne tradicionaliste. Razlike se kažejo predvsem pri vprašanjih o vlogi religije v državi, splavu, istospolnih porokah, pravicah LGBT skupnosti, priseljevanju, gospodarstvu in sociali.
Mnogi konservativci so se, sploh po letu 2015 in porastu migracij v Evropo, začeli usmerjati vedno bolj proti skrajni desnici in s tem neonacionalsocializmu.
Konservativci so, po 200 letih, še vedno močno povezani z religijo.
Konservativna miselnost pa ni omejena zgolj na politiko, pač pa zajema celotno družbo, njen razvoj in njeno obnašanje. Eno izmed redkih vprašanj, ki zaveda konservatizem in ni preraslo v politično vprašanje je v zadnjem času vedno bolj rastoča skupnost tradicionalnih katolikov v Rimokatoliški cerkvi, ki zavrača pridobitve Drugega vatikanskega koncila in se zavzema za tradicijo in liturgijo iz predkonciljske dobe. Prav to je dober pokazatelj, da konservatizem še zdaleč ni omejen na politično ideologijo.

## Konservativni politiki
- Ronald Reagan
- George W. Bush
- Carl Ferdinand Wilhelm Walther
- François-René de Chateaubriand
- John Wilson Croker
- Klemens von Metternich
- Edmund Burke
- Margaret Thatcher
- papež Pij X.
- Joseph de Maistre
- Otto von Bismarck

## Konservativne stranke
Konservativne politične stranke so sicer prisotne v številnih državah. Med drugimi so to: Liberalna demokratska stranka Japonske, Republikanska stranka (ZDA), Konservativna stranka (Združeno kraljestvo Velike Britanije in Severne Irske), Liberalna stranka v Avstraliji, Kuomintang Kitajske (Tajvan), Konservativna stranka Kanade, pakistanska Muslimanska liga, stranka Bharatiya Janata (Indija). 
Slovenija: Slovenska nacionalna stranka, Nova Slovenija- Krščanski demokrati.

## Citati
"Kaj je konservatizem? Ali ne gre za oklepanje na staro in preizkušeno proti novemu in nepreizkušenemu?" Abraham Lincoln
"Conservative, n: A statesman who is enamored of existing evils, as distinguished from the Liberal who wishes to replace them with others.” (Konservativec; državnik, ki je zaljubljen v obstoječe zlo, različen od liberalca, ki ga želi nadomestiti z drugim) Ambrose Bierce